# Jon Wright
Jon Wright és un director i guionista de cinema i televisió d'Irlanda del Nord.

## Carrera
Wright és conegut per dirigir la comèdia de terror britànica de baix pressupost Tormented protagonitzada per Alex Pettyfer i la pel·lícula de monstres irlandesos Grabbers. Va dirigir i coescriure la pel·lícula d'aventures de ciència-ficció Robot Overlords protagonitzada per Ben Kingsley. El pressupost estimat era de 21 milions de dòlars. La pel·lícula va començar la fotografia principal a Gal·les, l'illa de Man i Irlanda del Nord.
Wright també ha dirigit diversos episodis de televisió, per a sèries com Our Girl, The Good Karma Hospital i Brassic.
Tornant amb Mark Stay, Wright va coescriure i dirigir Unwelcome, una pel·lícula de terror fantàstic, estrenada el gener de 2023. Wright es va inspirar en els contes de fades de Grimm i les històries del seu propi avi irlandès. Wright la va descriure com una "pel·lícula d'invasió domèstica" i la va presentar com "Gremlins es troba amb Els gossos de palla". La pel·lícula utilitza molts dels mateixos membres de producció que la seva pel·lícula anterior Grabbers. Unwelcome es va publicar a Irlanda i el Regne Unit el 27 de gener de 2023, als Estats Units el 10 de març de 2023 i en digital el 14 de març de 2023 per Warner Bros. Pictures. Anteriorment estava programat per al 4 de febrer de 2022, abans de traslladar-se al 28 d'octubre de 2022, i després a la seva data de llançament actual.